# Les Paccots
Les Paccots est une localité de montagne et une station de sports d'hiver de la commune de Châtel-Saint-Denis située dans le canton de Fribourg en Suisse.

## Situation
Les Paccots se situe dans les Préalpes fribourgeoises sur la commune de Châtel-Saint-Denis, sur la rive gauche la vallée de La Veveyse de Châtel, entouré des sommets de la Dent de Lys (2 014 m), du Teysachaux (1 909 m), du Niremont (1 514 m), et de Corbetta (1 401 m).

## Toponymie
Le terme en fribourgeois paccot (ou pacot) désigne un terrain humide ou marécageux ; topographie que l'on peut rencontrer à plusieurs endroits dans la région (tourbière, étang, marécage alpestre).

## Activités estivales
La région offre la possibilité de pratiquer la randonnée pédestre, le VTT, ou encore des activités culturelles ou à thèmes.
Des sentiers didactiques et des visites guidées permettent de découvrir la faune, la flore, notamment sur les sites protégé du lac des Joncs et de l'étang de Rathvel et la fabrication des produits du terroirs.
Depuis 2012, un trail est organisé au départ de la station. Le Trail des Paccots réunit 600 coureurs chaque année au début du mois de juin et propose trois parcours (17, 27 et 42 km, avec respectivement 1 147, 1 913 et 3 044 m de dénivelé positif).

## Domaine skiable
De par sa proximité des centres urbains de la Riviera vaudoise, de Lausanne et Bulle (accessibilité en quelques minutes depuis la sortie de Châtel de l'autoroute A12) et son domaine skiable techniquement abordable, Les Paccots est, en saison, une station fréquentée et populaire. De nombreuses résidences touristiques y ont été construites. Elle est de fait particulièrement adaptée aux skieurs de niveau débutant et aux familles. Le domaine skiable, en partie tracé directement dans la forêt, a été aménagé sur deux montagnes et divisé en trois sous-domaines. 
- Le Pralet (1 490 m)

Ce sous-domaine est le plus haut des Paccots, et offre un dénivelé maximum de 360 m. Il est desservi par un unique téléski, dont la pente d'ascension marquée est peu adaptée aux débutants. Il dispose de la seule piste noire du domaine, longue de 1 340 m. Il est accessible par la route depuis Les Rosalys (1 131 m).
- La Borbuintze (1 384 m)

Ce sous-domaine est situé au centre du domaine skiable à l'extrémité de la route d'accès. Il est relié par les pistes avec Le Pralet. Il offre un faible dénivelé total, et uniquement des pistes bleues. Il est desservi par les téléskis Borbuintze et La Cagne.
- Corbetta (1 380 m)

Situé de l'autre côté de la route d'accès en cul-de-sac, il s'agit du domaine principal. Le téléski principal les Vérollys aboutit à proximité du sommet. Un téléski lent (la Saira) permet de relier le versant ouest de la montagne sur un terrain relativement plat. La Cierne offre une pente nettement plus longue (1 200 m) que le reste du sous-domaine avec une vue directe sur la plaine, et est également visible depuis l'autoroute A12. Il est possible, quand les conditions d'enneigement le permettent, de relier les abords de Châtel-Saint-Denis par une piste non préparée, laquelle débute peu avant d'arriver au pied du téléski.
Une piste - de fait pour la majorité du parcours une simple route enneigée - permet également de relier la station des Paccots depuis le sommet de Corbetta. Le téléski Corbetta, au centre du village des Paccots, se situe à l'écart de l'arrivée de la piste, ce qui impose de longer à pied la route principale sur environ 200 mètres.
La piste Les Joncs est équipée pour la pratique du ski nocturne.
La station fait partie de l'offre forfaitaire des Alpes Fribourgeoises. La station du Rathvel se situe à 5 km au nord des Paccots.
Du fait de la faible altitude du domaine skiable et de l'absence d'enneigeurs, la saison se finit généralement à la mi-mars.
Il est possible de pratiquer le ski de fond en plaine sur le domaine de Grattavache-Le Crêt, à environ 20 minutes de voiture des Paccots. Il comprend 11 km de pistes : Les Ecasseys, éclairée tous les soirs jusqu'à 21 h (2 km), Le Crêt (3 km), Champey (3 km) et L'Essert (3 km).
Six parcours de raquette à neige - pour un total de 25 km - ont été aménagés par la station.
Une patinoire couverte complète l'offre touristique hivernale.

### Remontées mécaniques
- Téléski SLG Corbetta : 1938 - 1962 (Oehler)
- Téléski débrayable La Borbuintze : construit en 1958 (Poma)
- Téléski fixe à enrouleurs Corbetta : construit en 1962 (Oehler)
- Téléski à arbalète à enrouleurs La Cierne : construit en 1966 (Oehler). D'abord assiette à enrouleurs. Dernier téléski de ce type en activité en Suisse.
- Téléski débrayable Le Pralet : construit en 1969 (Poma)
- Téléski débrayable Lac des Joncs : construit en 1972 (Poma)
- Téléski débrayable La Cagne : construit en 1972 (Poma)
- Téléski SLF La Saira : construit en 1977 (Poma)
- Téléski débrayable Les Vérollys-Corbetta : construit en 1979 (Poma)
- Téléski fixe à enrouleurs Le Petit Vérolly : construit en 1982 (Städeli)